# 유아이헬리제트
유아이헬리제트(UI Helijet)는 대한민국의 항공운송사업을 영위하는 기업이다.

## 사업 분야
- 귀빈 수송, 전세기
- 경기, 충남, 전북지역  항공 의료 서비스 운영[1]
- 항공기 임대 사업

## 보유 기종
- 아구스타웨스트랜드 AW-109SP , AW-169 : 항공의료서비스 전용